# Митридат (зять Дария III)
Митридат или Мифридат (др.-перс. 𐎷𐎡𐎰𐎼𐎭𐎠𐎫 (Miθradāta), др.-греч. Μιθριδάτης; погиб в мае 334 до н. э.) — персидский военачальник, погибший в битве при Гранике.

## Биография
Митридат принадлежал к персидской аристократии. Арриан называл его зятем персидского царя Дария III. Диодор Сицилийский назвал, при описании битвы при Гранике, зятем Дария Спифридата. Современные историки отдают предпочтение в этом вопросе Арриану. Они считают, что Диодор спутал сатрапа Ионии Спифридата с Митридатом, который был женат на дочери Дария III от первого брака на сестре Фарнака. Возможно, как предположил Г. Берве, Митридат принадлежал к понтийско-каппадокийскому роду, связанному с домом Артабаза. По мнению В. Хеккеля, эта гипотеза весьма сомнительна.
В битве при Гранике 334 года до н. э. Митридат мог вместе с шурином Дария III Фарнаком и внуком Артаксеркса II Арбупалом номинально возглавлять отряд конной гвардии, состоящий из сорока царских «родственников». Как отметил Э. Бэдиан, Митридат не только не руководил сражением, но и не отдавал приказы другим сатрапам от имени царя. Возможно, причиной этого было недостаточно высокое положение Митридата при дворе или же какое-то недоверие со стороны самого Дария III.
Митридат, как и многие другие представители ахеменидской знати, пал на поле боя. Митридата сразил сам Александр, поразив в лицо ударом копья.
В псевдоисторическом романе «История Александра Великого» Митридат не только пережил битву при Гранике 334 года до н. э., но и присутствовал на обеде Дария III после битвы при Иссе 333 года до н. э.

## В культуре
Персонаж повести Любови Воронковой «В глуби веков» и романа Стивена Прессфилда «Александр Великий. Дорога славы».